# Rutilio del Riego
Rutilio del Riego Jáñez (ur. 21 września 1940 w Valdesandinas w Hiszpanii) – amerykański duchowny katolicki pochodzenia hiszpańskiego, biskup pomocniczy San Bernardino w latach 2005-2015.

## Życiorys
Wstąpił do stowarzyszenia księży robotników. Święcenia kapłańskie otrzymał w dniu 5 czerwca 1965. Pracował przede wszystkim jako duszpasterz parafialny w różnych częściach kraju, opiekował się także wiernymi hiszpańskiego pochodzenia w Waszyngtonie i San Antonio.
26 lipca 2005 mianowany biskupem pomocniczym San Bernardino ze stolicą tytularną Daimlaig. Sakry udzielił mu bp Gerald Barnes. 11 grudnia 2015 przeszedł na emeryturę.